# قلعه سقاوه
قلعه سقاوه، روستایی از توابع بخش مرکزی شهرستان مارگون شهرستان مارگون در استان کهگیلویه و بویراحمد ایران است.

## جمعیت
این روستا در بخش مرکزی شهرستان مارگون قرار دارد و براساس سرشماری مرکز آمار ایران در سال ۱۳۸۵، جمعیت آن ۹۴ نفر (۱۹خانوار) بوده‌است.